# Ossen
Ossen är en kommun i departementet Hautes-Pyrénées i regionen Occitanien i sydvästra Frankrike. Kommunen ligger i kantonen Lourdes-Ouest som tillhör arrondissementet Argelès-Gazost. År 2022 hade Ossen 233 invånare.

## Befolkningsutveckling
Antalet invånare i kommunen Ossen
| Referens: INSEE |